# Liste des sites classés et inscrits de l'Isère

Le département de la Drôme, en rouge sur la carte de France.

Cet article présente les sites classés et inscrits de l'Isère, en France.

## Listes

### Sites classés
En 2024, l'Isère compte 25 sites classés,,.
| Site                                                                        | Communes                                                                          | Date              | Superficie (ha) | Critères et notes | Coordonnées                 | Photo |
| --------------------------------------------------------------------------- | --------------------------------------------------------------------------------- | ----------------- | --------------- | --- | --------------------------- | ----- |
| Confluent de l'Ain et du Rhône                                              | Anthon                                                                            | 3 décembre 1990   | 713,15          | Pittoresque, scientifique La protection s'étend sur Loyettes et Saint-Maurice-de-Gourdans dans l'Ain | 45° 48′ 04″ N, 5° 10′ 24″ E |       |
| Grotte de la Balme                                                          | La Balme-les-Grottes                                                              | 4 avril 1911      | 0,01            | Artistique Grotte naturelle dans une falaise dominant le Rhône. L'une des sept merveilles du Dauphiné, selon Denys de Salvaing de Boissieu au XVIIe siècle. | 45° 51′ 09″ N, 5° 20′ 22″ E |       |
| Plateau d'Emparis                                                           | Besse, Mizoën                                                                     | 10 septembre 1991 | 1 494,17        | Pittoresque Haut plateau, situé à plus de 2 000 m d'altitude. | 45° 04′ 14″ N, 6° 12′ 44″ E |       |
| Massif du Saint-Eynard                                                      | Biviers, Corenc, Meylan, Saint-Ismier, Le Sappey-en-Chartreuse                    | 11 janvier 2005   | 1 392,26        | Pittoresque Sommet du massif de la Chartreuse. | 45° 15′ 10″ N, 5° 47′ 29″ E |       |
| Lac Achard                                                                  | Chamrousse, Livet-et-Gavet                                                        | 26 décembre 2000  | 447,7           | Pittoresque | 45° 06′ 24″ N, 5° 53′ 44″ E |       |
| Lacs Robert                                                                 | Chamrousse, Revel, Saint-Martin-d'Uriage                                          | 15 avril 1911     | 14,22           | Artistique Ensemble de trois lacs de montagne dans le massif de Belledonne. | 45° 07′ 54″ N, 5° 54′ 56″ E |       |
| Pas de l'Aiguille                                                           | Chichilianne                                                                      | 4 avril 1946      | 2 345,49        | Historique Col de montagne pédestre du massif du Vercors. | 44° 48′ 55″ N, 5° 30′ 37″ E |       |
| Lac et glacier des Quirlies                                                 | Clavans-en-Haut-Oisans                                                            | 7 mars 1990       | 510,62          | Pittoresque, scientifique Lac de montagne et glacier dans le massif de Belledonne. | 45° 08′ 34″ N, 6° 09′ 11″ E |       |
| Vallon du Bruyant                                                           | Engins, Lans-en-Vercors, Saint-Nizier-du-Moucherotte                              | 22 août 1977      | 37,85           | Pittoresque Ruisseau de montagne du massif du Vercors. | 45° 08′ 59″ N, 5° 36′ 49″ E |       |
| Rocher du Cornillon                                                         | Fontanil-Cornillon                                                                | 15 avril 1911     | 1,15            | Artistique Éperon rocheux dominant la vallée de l'Isère. | 45° 15′ 04″ N, 5° 40′ 15″ E |       |
| Château d'Herbeys et son parc                                               | Herbeys                                                                           | 14 novembre 1949  | 6,29            | Pittoresque Le château est un monument historique classé. | 45° 08′ 19″ N, 5° 47′ 30″ E |       |
| Lac Blanc des Grandes Rousses                                               | Huez                                                                              | 4 avril 1911      | 13,74           | Artistique Lac de montagne du massif des Grandes Rousses. | 45° 06′ 47″ N, 6° 06′ 22″ E |       |
| Lacs des Petites Rousses                                                    | Huez, Oz                                                                          | 17 avril 1991     | 198,44          | Pittoresque, scientifique Ensemble de plusieurs lacs de montagne du massif des Grandes Rousses. | 45° 07′ 29″ N, 6° 05′ 15″ E |       |
| Prairie de la Rencontre                                                     | Laffrey                                                                           | 14 février 1931   | 1,69            | Tout critère Site historique lié au retour de Napoléon Ier en France, au début des Cent-Jours. | 45° 01′ 05″ N, 5° 46′ 32″ E |       |
| Plan des Cavalles                                                           | Oz, Vaujany                                                                       | 27 février 1991   | 1 171,92        | Pittoresque, scientifique Ensemble chaotique entouré de montagnes dans le massif des Grandes Rousses. | 45° 09′ 22″ N, 6° 08′ 14″ E |       |
| Rocher de la Pierre Percée                                                  | Pierre-Châtel                                                                     | 4 avril 1911      | 0,01            | Artistique Arche naturelle située sur le plateau matheysin. L'une des sept merveilles du Dauphiné, selon Denys de Salvaing de Boissieu au XVIIe siècle. | 44° 57′ 54″ N, 5° 45′ 33″ E |       |
| Grotte de la Goule Noire                                                    | Rencurel                                                                          | 15 avril 1911     | 0,01            | Artistique Grotte naturelle dans une falaise dominant la Bourne (massif du Vercors). | 45° 04′ 27″ N, 5° 29′ 30″ E |       |
| Cascade de l'Oursière                                                       | Revel, Saint-Martin-d'Uriage                                                      | 15 avril 1911     | 0,01            | Artistique Chute d'eau de 80 m sur le ruisseau du Domènon. | 45° 08′ 44″ N, 5° 54′ 54″ E |       |
| Domaine de Moly-Sabata                                                      | Sablons                                                                           | 20 avril 1966     | 0,39            | Pittoresque Maison d'artiste et son jardin au bord du Rhône. Labellisée Patrimoine en Isère. | 45° 18′ 45″ N, 4° 46′ 46″ E |       |
| Abords du monastère de la Grande Chartreuse                                 | Saint-Christophe-sur-Guiers, Saint-Pierre-d'Entremont, Saint-Pierre-de-Chartreuse | 19 septembre 1985 | 1 323,42        | Pittoresque Les abords du monastère sont également appelés désert des Chartreux. Le monastère est un monument historique classé. | 45° 21′ 46″ N, 5° 47′ 34″ E |       |
| Cascades et grottes du Guiers vif                                           | Saint-Pierre-d'Entremont                                                          | 4 avril 1911      | 0,6             | Artistique | 45° 23′ 34″ N, 5° 53′ 29″ E |       |
| Cirque des cascades du Boulon                                               | Sainte-Agnès                                                                      | 19 février 1957   | 28,72           | Artistique, pittoresque | 45° 11′ 29″ N, 5° 57′ 43″ E |       |
| Propriété Léon Besson                                                       | Sassenage                                                                         | 9 juin 1943       | 0,35            | Tout critère Parcelle de terrain triangulaire à flanc de coteau sans intérêt particulier, classée par rétorsion à l'initiative de Pierre Dalloz qui ne voulait pas que les Besson puisse construire une maison sur leur terrain, avec vue plongeante sur sa propriété. | 45° 12′ 37″ N, 5° 38′ 42″ E |       |
| Massif de l'Étendard, col du Glandon, aiguille d'Argentière et leurs abords | Vaujany                                                                           | 9 avril 2008      | 4 291,32        | Pittoresque Ensemble de sommets. La protection s'étend sur Saint-Colomban-des-Villards, Saint-Jean-d'Arves et Saint-Sorlin-d'Arves en Savoie. | 45° 13′ 18″ N, 6° 09′ 54″ E |       |
| Château de Voreppe et son parc                                              | Voreppe                                                                           | 3 septembre 1957  | 6,29            | Pittoresque Le château est un monument historique classé. | 45° 17′ 46″ N, 5° 38′ 20″ E |       |

### Sites inscrits

#### Sites actuels
En 2024, l'Isère compte 101 sites inscrits,.
| Site                                                      | Communes                                           | Date              | Superficie (ha) | Critères et notes | Coordonnées                 | Photo |
| --------------------------------------------------------- | -------------------------------------------------- | ----------------- | --------------- | --- | --------------------------- | ----- |
| Cascade des Sept Laux                                     | Allemond, Vaujany                                  | 1er mars 1941     | 6,18            | | 45° 12′ 32″ N, 6° 03′ 54″ E |       |
| Village de Besse, et hameaux de Bonnefin et de Sert       | Besse                                              | 5 août 1983       | 1 171,16        | | 45° 04′ 44″ N, 6° 11′ 10″ E |       |
| Lac Lauvitel et ses abords                                | Le Bourg-d'Oisans                                  | 1er mars 1941     | 97,71           | | 44° 58′ 13″ N, 6° 03′ 51″ E |       |
| Château de Pupetières et ses abords                       | Châbons, Val-de-Virieu                             | 2 octobre 1972    | 20,37           | Le château est un monument historique classé.                                                                        | 45° 27′ 31″ N, 5° 27′ 22″ E |       |
| Ruines de la tour, église et maisons                      | Champ-sur-Drac                                     | 2 août 1946       | 2,1             | | 45° 04′ 12″ N, 5° 43′ 52″ E |       |
| Pâturage de la Croix de Chamrousse                        | Chamrousse, Vaulnaveys-le-Haut                     | 1er décembre 1943 | 705,48          | | 45° 07′ 27″ N, 5° 53′ 13″ E |       |
| Église de Bellecombe et ruines                            | Chapareillan                                       | 10 septembre 1947 | 1,21            | | 45° 27′ 32″ N, 5° 58′ 05″ E |       |
| Lac de Paladru et ses abords                              | Charavines, Montferrat, Villages du Lac de Paladru | 13 août 1947      | 758,8           | | 45° 27′ 21″ N, 5° 32′ 18″ E |       |
| Pas de l'Aiguille                                         | Chichilianne                                       | 4 avril 1946      | 96,25           | La majeure partie du site est classée.                                                                               | 44° 48′ 47″ N, 5° 31′ 24″ E |       |
| Grand lac de Laffrey                                      | Cholonge, Laffrey, Saint-Théoffrey                 | 17 juin 1943      | 162,06          | | 45° 00′ 46″ N, 5° 46′ 36″ E |       |
| Gorges de la Bourne                                       | Choranche, Châtelus                                | 3 octobre 1944    | 146,08          | Une autre partie des gorges est inscrite sur les communes de Rencurel et Villard-de-Lans, et forme un site distinct. | 45° 04′ 16″ N, 5° 26′ 40″ E |       |
| Domaine de Furonnières                                    | Claix                                              | 11 mars 1963      | 1,42            | | 45° 07′ 29″ N, 5° 40′ 11″ E |       |
| Ancienne église de Cognin-les-Gorges et ses abords        | Cognin-les-Gorges                                  | 13 août 1947      | 2,83            | | 45° 10′ 08″ N, 5° 24′ 49″ E |       |
| Gorges du Nan                                             | Cognin-les-Gorges                                  | 22 août 1947      | 233,44          | | 45° 09′ 50″ N, 5° 25′ 21″ E |       |
| Château de Bouquéron et ses abords                        | Corenc                                             | 6 avril 1946      | 16,55           | Le château est un monument historique inscrit.                                                                       | 45° 12′ 52″ N, 5° 45′ 20″ E |       |
| Éperon portant l'église de Corenc et ses terrains         | Corenc                                             | 2 août 1946       | 65,96           | | 45° 13′ 19″ N, 5° 45′ 44″ E |       |
| Centre ancien de Crémieu                                  | Crémieu                                            | 1er octobre 1971  | 29              | | 45° 43′ 29″ N, 5° 15′ 14″ E |       |
| Cascade du ruisseau de la Muzelle                         | Les Deux Alpes                                     | 1er mars 1941     | 0,01            | | 44° 59′ 03″ N, 6° 07′ 08″ E |       |
| Clapier de Saint-Christophe                               | Les Deux Alpes                                     | 16 décembre 1943  | 218,19          | | 44° 58′ 53″ N, 6° 08′ 06″ E |       |
| Lac de la Muzelle et ses abords                           | Les Deux Alpes                                     | 1er mars 1941     | 46,31           | | 44° 57′ 04″ N, 6° 05′ 51″ E |       |
| Plan du Lac                                               | Les Deux Alpes, Saint-Christophe-en-Oisans         | 16 décembre 1943  | 29,12           | | 44° 58′ 34″ N, 6° 08′ 53″ E |       |
| Pas du Curé dans la vallée du Furon                       | Engins                                             | 10 mars 1941      | 27,69           | | 45° 10′ 48″ N, 5° 37′ 45″ E |       |
| Vallée du Furon                                           | Engins                                             | 10 mars 1941      | 24,24           | | 45° 10′ 53″ N, 5° 37′ 15″ E |       |
| Maison forte de l'Abbaye et château Planta                | Fontaine                                           | 5 juillet 1946    | 12,76           | | 45° 11′ 41″ N, 5° 40′ 21″ E |       |
| Île-Verte                                                 | Grenoble                                           | 13 avril 1943     | 24,63           | | 45° 11′ 37″ N, 5° 44′ 14″ E |       |
| Immeubles derrière les maisons du quai Perrière           | Grenoble                                           | 22 juin 1943      | 1,15            | | 45° 11′ 39″ N, 5° 43′ 30″ E |       |
| Jardin de ville et terrasse de Stendhal                   | Grenoble                                           | 4 mai 1943        | 3,12            | | 45° 11′ 32″ N, 5° 43′ 38″ E |       |
| Jardin des plantes et muséum de Grenoble                  | Grenoble                                           | 30 juillet 1946   | 2,34            | | 45° 11′ 17″ N, 5° 44′ 07″ E |       |
| Place de Verdun                                           | Grenoble                                           | 15 octobre 1945   | 6,69            | | 45° 11′ 19″ N, 5° 43′ 56″ E |       |
| Quais de France et Perrière                               | Grenoble                                           | 7 août 1945       | 0,94            | | 45° 11′ 39″ N, 5° 43′ 31″ E |       |
| Quartiers de la Manutention et abords                     | Grenoble                                           | 30 septembre 1942 | 6,58            | Partie inférieure de la colline de la Bastille, depuis le uai de France jusqu'au musée dauphinois.                   | 45° 11′ 41″ N, 5° 43′ 30″ E |       |
| Rue Voltaire                                              | Grenoble                                           | 25 janvier 1944   | 1,44            | | 45° 11′ 26″ N, 5° 43′ 54″ E |       |
| Terrain avec plantation d'arbres                          | Grenoble                                           | 11 mai 1942       | 0,24            | Actuel parc Saint-Laurent.                                                                                           | 45° 11′ 54″ N, 5° 43′ 56″ E |       |
| Versant de la Bastille et du fort Rabot                   | Grenoble                                           | 30 septembre 1942 | 56,14           | | 45° 11′ 54″ N, 5° 43′ 45″ E |       |
| Portion de la RN 85                                       | Laffrey, Pierre-Châtel, Saint-Théoffrey            | 24 janvier 1944   | 666,4           | | 44° 59′ 36″ N, 5° 46′ 07″ E |       |
| Pont de Brion (de) sur l'Ébron et ses abords              | Lavars, Roissard                                   | 22 août 1947      | 22,07           | | 44° 52′ 05″ N, 5° 40′ 18″ E |       |
| Château de Monestier, place et maisons                    | Monestier-de-Clermont                              | 31 juillet 1947   | 1,8             | | 44° 55′ 06″ N, 5° 38′ 11″ E |       |
| Manoir de la Marinière et ses abords nord-ouest           | Montferrat                                         | 13 octobre 1947   | 22,39           | | 45° 28′ 32″ N, 5° 34′ 04″ E |       |
| Vieille ville de Morestel                                 | Morestel                                           | 10 mai 1971       | 11,38           | | 45° 40′ 32″ N, 5° 28′ 09″ E |       |
| Lac de Pierre-Châtel                                      | Pierre-Châtel, Saint-Théoffrey                     | 17 juin 1943      | 127,65          | | 44° 58′ 28″ N, 5° 46′ 42″ E |       |
| Rive droite du Guiers                                     | Le Pont-de-Beauvoisin                              | 20 septembre 1972 | 0,98            | | 45° 32′ 08″ N, 5° 40′ 25″ E |       |
| Ancien clocher de Pont-en-Royans et ses abords            | Pont-en-Royans                                     | 28 janvier 1944   | 0,16            | | 45° 03′ 41″ N, 5° 20′ 40″ E |       |
| Église de Pont-en-Royans et ses abords                    | Pont-en-Royans                                     | 22 novembre 1945  | 0,18            | | 45° 03′ 40″ N, 5° 20′ 40″ E |       |
| Montagnes de Presles                                      | Pont-en-Royans                                     | 28 janvier 1944   | 81,9            | | 45° 03′ 30″ N, 5° 21′ 05″ E |       |
| Rive droite de la Bourne                                  | Pont-en-Royans                                     | 28 janvier 1944   | 3,54            | | 45° 03′ 42″ N, 5° 20′ 32″ E |       |
| Rive gauche de la Bourne                                  | Pont-en-Royans                                     | 28 janvier 1944   | 1,61            | | 45° 03′ 37″ N, 5° 20′ 45″ E |       |
| Gorges de la Bourne                                       | Rencurel, Villard-de-Lans                          | 3 octobre 1944    | 115,25          | Une autre partie des gorges est inscrite sur les communes de Choranche et Châtelus, et forme un site distinct.       | 45° 04′ 26″ N, 5° 30′ 42″ E |       |
| Chapelle de Montceau et ses abords                        | Ruy-Montceau                                       | 10 décembre 1946  | 2,03            | | 45° 35′ 32″ N, 5° 21′ 51″ E |       |
| Château de Vaulserre et ses abords                        | Saint-Albin-de-Vaulserre                           | 19 juin 1947      | 44,04           | Le château est un monument historique classé.                                                                        | 45° 30′ 24″ N, 5° 41′ 51″ E |       |
| Bourg de Saint-Antoine et abords de l'abbaye              | Saint-Antoine-l'Abbaye                             | 16 juillet 1946   | 30,89           | | 45° 10′ 30″ N, 5° 13′ 04″ E |       |
| Gorges du Frou                                            | Saint-Christophe-sur-Guiers                        | 16 décembre 1943  | 36,59           | | 45° 25′ 26″ N, 5° 48′ 48″ E |       |
| Bois du Soleil                                            | Saint-Christophe-en-Oisans                         | 16 décembre 1943  | 15,11           | | 44° 56′ 14″ N, 6° 14′ 11″ E |       |
| Bois sur la rive gauche du Vénéon                         | Saint-Christophe-en-Oisans                         | 16 décembre 1943  | 48,39           | | 44° 56′ 07″ N, 6° 16′ 19″ E |       |
| Cascades de Lanchâtra, de la Froide Pisse et d'En-bas     | Saint-Christophe-en-Oisans                         | 16 décembre 1943  | 517,4           | | 44° 56′ 45″ N, 6° 13′ 48″ E |       |
| Cours et rives du torrent du Diable                       | Saint-Christophe-en-Oisans                         | 16 décembre 1943  | 3,31            | | 44° 57′ 28″ N, 6° 10′ 22″ E |       |
| Entrée du village de Saint-Christophe-en-Oisans et abords | Saint-Christophe-en-Oisans                         | 16 décembre 1943  | 3,02            | | 44° 57′ 29″ N, 6° 10′ 29″ E |       |
| Forêt des Bancs                                           | Saint-Christophe-en-Oisans                         | 16 décembre 1943  | 34,3            | | 44° 55′ 54″ N, 6° 12′ 07″ E |       |
| Hameau de Champébran                                      | Saint-Christophe-en-Oisans                         | 16 décembre 1943  | 0,93            | | 44° 56′ 22″ N, 6° 11′ 51″ E |       |
| Hameau de Champhorent                                     | Saint-Christophe-en-Oisans                         | 16 décembre 1943  | 3,23            | | 44° 56′ 03″ N, 6° 12′ 13″ E |       |
| Hameau des Étages et abords                               | Saint-Christophe-en-Oisans                         | 16 décembre 1943  | 42,54           | | 44° 56′ 06″ N, 6° 15′ 27″ E |       |
| Hameau de La Bérarde                                      | Saint-Christophe-en-Oisans                         | 16 décembre 1943  | 46,81           | | 44° 55′ 58″ N, 6° 17′ 37″ E |       |
| Hameau de Pré-Clot                                        | Saint-Christophe-en-Oisans                         | 16 décembre 1943  | 2,24            | | 44° 56′ 41″ N, 6° 11′ 19″ E |       |
| Hameau du Puy                                             | Saint-Christophe-en-Oisans                         | 16 décembre 1943  | 0,6             | | 44° 58′ 07″ N, 6° 09′ 51″ E |       |
| La Meije                                                  | Saint-Christophe-en-Oisans                         | 29 mars 1943      | 1 006,23        | | 44° 59′ 35″ N, 6° 17′ 05″ E |       |
| Plan du Carrelet                                          | Saint-Christophe-en-Oisans                         | 16 décembre 1943  | 434,08          | | 44° 54′ 21″ N, 6° 18′ 35″ E |       |
| Refuges de haute montagne de la vallée du Vénéon          | Saint-Christophe-en-Oisans                         | 16 décembre 1943  | 13,88           | Refuges de la Selle, du Châtellerat, Temple-Écrins, de la Pilatte, de la Lavey.                                      | 44° 58′ 02″ N, 6° 17′ 03″ E |       |
| Sommet de la tête de la Maye                              | Saint-Christophe-en-Oisans                         | 16 décembre 1943  | 28,29           | | 44° 56′ 41″ N, 6° 17′ 18″ E |       |
| Maison forte de Montplaisant                              | Saint-Hilaire-de-Brens                             | 8 novembre 1946   | 36,34           | L'édifice est un monument historique classé.                                                                         | 45° 40′ 17″ N, 5° 16′ 56″ E |       |
| Pont de la RN 90 sur le torrent du Manival                | Saint-Ismier, Saint-Nazaire-les-Eymes              | 7 octobre 1946    | 9               | | 45° 15′ 16″ N, 5° 50′ 25″ E |       |
| Plateau du Marais                                         | Saint-Martin-d'Uriage                              | 1er décembre 1943 | 67,65           | | 45° 08′ 28″ N, 5° 52′ 06″ E |       |
| La Basse Buisserate, rocher, l'Hermitage et contreforts   | Saint-Martin-le-Vinoux                             | 20 juillet 1946   | 72,3            | | 45° 13′ 00″ N, 5° 41′ 53″ E |       |
| Village de Saint-Michel-les-Portes et ses abords          | Saint-Michel-les-Portes                            | 20 janvier 1978   | 355,55          | | 44° 52′ 33″ N, 5° 35′ 43″ E |       |
| Village de Saint-Paul-lès-Monestier et ses abords         | Saint-Paul-lès-Monestier                           | 16 juillet 1946   | 27,92           | | 44° 55′ 45″ N, 5° 37′ 39″ E |       |
| Cirque de Saint-Même                                      | Saint-Pierre-d'Entremont                           | 20 juin 1941      | 123,64          | | 45° 23′ 50″ N, 5° 53′ 54″ E |       |
| Cirque de Saint-Même et source du Guiers                  | Saint-Pierre-d'Entremont                           | 31 décembre 1942  | 48,27           | La protection s'étend sur Saint-Pierre-d'Entremont en Savoie.                                                        | 45° 23′ 40″ N, 5° 53′ 19″ E |       |
| Lieu-dit Sous le Château                                  | Saint-Pierre-d'Entremont                           | 17 mars 1943      | 21,3            | | 45° 25′ 07″ N, 5° 50′ 10″ E |       |
| Lac de Petichet                                           | Saint-Théoffrey                                    | 17 juin 1943      | 101,11          | | 44° 59′ 28″ N, 5° 46′ 40″ E |       |
| Montagne et sanctuaire de la Salette                      | La Salette-Fallavaux                               | 10 août 1946      | 337,8           | | 44° 51′ 29″ N, 5° 58′ 42″ E |       |
| Village de La Salette                                     | La Salette-Fallavaux                               | 10 août 1946      | 5,07            | | 44° 50′ 25″ N, 5° 58′ 30″ E |       |
| Village de Saint-Julien                                   | La Salette-Fallavaux                               | 10 août 1946      | 4,61            | | 44° 50′ 07″ N, 5° 57′ 46″ E |       |
| Cuves de Sassenage et gorges du Furon                     | Sassenage                                          | 19 juin 1939      | 23,33           | L'une des sept merveilles du Dauphiné, selon Denys de Salvaing de Boissieu au XVIIe siècle.                          | 45° 12′ 31″ N, 5° 38′ 57″ E |       |
| Gorges du Furon                                           | Sassenage                                          | 14 décembre 1942  | 11,06           | | 45° 12′ 34″ N, 5° 38′ 53″ E |       |
| Portes d'Engins                                           | Sassenage                                          | 30 mars 1941      | 39,95           | | 45° 12′ 23″ N, 5° 38′ 19″ E |       |
| Château de Bonce et ses abords                            | Satolas-et-Bonce                                   | 18 septembre 1957 | 1,87            | | 45° 41′ 32″ N, 5° 07′ 27″ E |       |
| Lac Luitel                                                | Séchilienne                                        | 2 décembre 1943   | 47,73           | | 45° 05′ 27″ N, 5° 50′ 27″ E |       |
| Château de Seyssuel et ses abords                         | Seyssuel                                           | 23 novembre 1946  | 8,88            | Le château est un monument historique inscrit.                                                                       | 45° 33′ 40″ N, 4° 49′ 31″ E |       |
| Château de Tencin, parc et ravin                          | Tencin                                             | 4 avril 1946      | 26,59           | Le château est un monument historique classé.                                                                        | 45° 18′ 17″ N, 5° 57′ 40″ E |       |
| Église de La Terrasse et ses abords                       | La Terrasse                                        | 19 juillet 1944   | 1,77            | | 45° 19′ 37″ N, 5° 56′ 15″ E |       |
| Quartier ancien de La Tour-du-Pin                         | La Tour-du-Pin                                     | 10 septembre 1975 | 10,8            | | 45° 33′ 50″ N, 5° 26′ 51″ E |       |
| Vieille ville de Tullins et ses abords                    | Tullins                                            | 30 janvier 1969   | 29,09           | | 45° 17′ 49″ N, 5° 28′ 53″ E |       |
| Château de Virieu et ses abords                           | Val-de-Virieu                                      | 30 juillet 1946   | 17,21           | Le château est un monument historique inscrit.                                                                       | 45° 28′ 46″ N, 5° 28′ 48″ E |       |
| Chartreuse de Prémol et ses terrains                      | Vaulnaveys-le-Haut                                 | 2 décembre 1943   | 28,38           | | 45° 06′ 02″ N, 5° 50′ 47″ E |       |
| Centre ville de Vienne                                    | Vienne                                             | 14 février 1979   | 54,08           | | 45° 31′ 32″ N, 4° 52′ 34″ E |       |
| Jardin public de la place des Allobroges                  | Vienne                                             | 24 février 1944   | 1,25            | | 45° 31′ 17″ N, 4° 52′ 14″ E |       |
| Mont-Pipet                                                | Vienne                                             | 24 février 1944   | 3,41            | | 45° 31′ 29″ N, 4° 52′ 48″ E |       |
| Quai Riondet                                              | Vienne                                             | 24 février 1944   | 1,91            | | 45° 31′ 10″ N, 4° 52′ 00″ E |       |
| Restes du château de la Batie et mont Salomon             | Vienne                                             | 24 février 1944   | 30,87           | Le château est un monument historique inscrit.                                                                       | 45° 31′ 51″ N, 4° 52′ 40″ E |       |
| Aiguille et entrée des Grands Goulets                     | Villard-de-Lans                                    | 3 octobre 1944    | 8,97            | | 45° 04′ 25″ N, 5° 32′ 33″ E |       |
| Combe et village de Valchevrière                          | Villard-de-Lans                                    | 6 juillet 1946    | 502,27          | | 45° 03′ 27″ N, 5° 29′ 44″ E |       |
| Hameau des Bouchards et ses abords                        | Villard-de-Lans                                    | 14 février 1944   | 9,52            | | 45° 02′ 34″ N, 5° 32′ 55″ E |       |
| Hameau des Pouteils et abords                             | Villard-de-Lans                                    | 20 janvier 1944   | 13,45           | | 45° 02′ 46″ N, 5° 33′ 14″ E |       |

#### Anciens sites
Quatre sites de l'Isère, précédemment inscrits, ont été radiés en 2022 :
- Requalifiés en sites patrimoniaux remarquables :
  - Mens : place de la Halle et église ;
  - Vertrieu : ancien château delphinal et ses abords ;

- Requalifié en périmètre d'abord de monument historique :
  - Saint-Georges-de-Commiers : abords de l'église et tour ;
  - Saint-Martin-d'Uriage : château d'Uriage et ses abords.